# Kasjusz (imię)
Kasjusz – imię męskie pochodzące od łacińskiej nazwy rodu; ta z kolei być może stanowiła pierwotnie skrót z imienia złożonego takiego, jak Cassignatus, Cassimara czy Cassisuratus. Inną hipotezą jest pochodzenie tej nazwy rodowej od łacińskiego cassus – „pozbawiony czegoś, ogołocony z czegoś” lub też od etruskiego słowa, oznaczającego „biedny”. Imię to nosiło sześciu świętych.
Żeńskim odpowiednikiem jest Kasja.

## Kasjuszimieninyobchodzi
- 15 maja, jako wspomnienie św. Kasjusza, wspominanego ze śwśw. Wiktorynem i Maksymem[4]
- 29 czerwca, jako wspomnienie św. Kasjusza, biskupa Narni
- 10 października, jako wspomnienie św. Kasjusza, męczennika z Bonn[3] wspominanego razem ze św. Florencjuszem i św. Gereonem

## Znane osoby noszące imię Kasjusz
- Cassius Baloyi – południowoafrykański bokser
- Kasjusz Cherea – trybun pretorianów
- Cassius Marcellus Clay – amerykański abolicjonista i dyplomata
- Muhammad Ali, właśc. Cassius Marcellus Clay Jr. – bokser amerykański
- Cássio Ramos – brazylijski piłkarz
- Cássio Alessandro de Souza – brazylijski piłkarz
- Cássio de Souza Soares (Lincoln) – brazylijski piłkarz